# Kostel svaté Anny (Habartov)
Kostel svaté Anny je zaniklý, v minulosti farní kostel, který stával v Habartově v okrese Sokolov v Karlovarském kraji. Po zániku historické zástavby Habartova v souvislosti s dolovou činností došlo i k zániku kostela. Kostel se nacházel na místě, které bylo později odtěženo povrchovým lomem Libík a po vyuhlení překryto skrývkou, která byla následně rekultivována a tvoří západní svahy jezera Medard.

## Historie
Kostel byl postaven v jižní části města Habartov na místě zaniklé barokní kaple shodného zasvěcení, postavené v roce 1766. Na počátku 20. století však již kaple vykazovala statické závady a do ní i pršelo. Kromě toho měla kaple malou kapacitu a nepostačovala již vzrůstajícímu počtu obyvatel Habartova. Poslední mše se ve staré kapli konala 9. března 1905 a poté byla zbourána. S přípravou financování stavby nového kostela se však již započalo dříve. Nový farář Johann Kvasnička hned po příchodu do Habartova v roce 1902 založil spolek pro jeho výstavbu. Prostřednictvím sbírek byly shromážděny finanční prostředky, které umožnily zahájení stavby. Stavbou byl pověřen pražský stavitel Matěj Blecha. Vlastní stavbu řídil sokolovský stavitel Emil Lifka. Základní kámen byl položen 7. května 1905 a stavba pokračovala velmi rychle. Kolaudace proběhla již na počátku prosince 1905 a dne 10. prosince 1905 povolil sokolovský vikář užívání kostela a téhož dne se uskutečnila v novém kostele první mše. Kostel byl slavnostně vysvěcen 26. července 1906. V souvislosti s rozvojem lomové těžby hnědého uhlí lomem Libík zasahovala skrývka až ke kostelním pozemkům. Již v roce 1947 byl vedením sokolovských dolů vznesen požadavek na demolici kostela. Údaje o provedení demolice kostela se poněkud liší, údaje nejsou ani ve farní kronice, jejíž zápisy končí rokem 1948, spolehlivá není ani městská kronika. Dnes se však ví, že kostel byl odstřelen 19. prosince 1951.

## Stavební podoba
Kostel byl jednolodní orientovaná pseudoslohová stavba ve stylu moderny s románskými i secesními prvky. Stavba na obdélném půdorysu měla půlkruhově zakončený presbytář. K jižní stěně přiléhala obdélná sakristie. U západního průčelí stála vysoká hranolová věž se schodišťovým přístavkem mezi lodí a věží. Završena byla sloupkovou lucernou.
Mobiliář byl převážně novodobý.
Kostel byl původně vybaven varhanami z roku 1854, které sem byly přemístěny z kostela svatého Michala v Oloví. Nové varhany s 13 registry a dvěma manuály od Jindřicha Schiffnera byly pořízeny roku 1908. Před demolicí kostela byly demontovány a odvezeny do Chlumu Svaté Maří, později přemístěny do kostela svatého Šebestiána v Archlebově.